# Heterospilus rufithorax
Heterospilus rufithorax är en stekelart som först beskrevs av Cresson 1865.  Heterospilus rufithorax ingår i släktet Heterospilus och familjen bracksteklar. Inga underarter finns listade i Catalogue of Life.